# Barrier (Voerendaal)

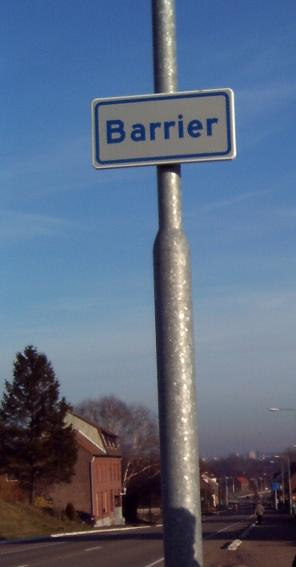
Barrier

Barrier (Limburgs: 't Breer) is een buurtschap van Klimmen in de Zuid-Limburgse gemeente Voerendaal (Nederland). De naam komt uit het Frans en betekent 'barrière'. In Barrier staan ongeveer 30 boerderijen en huizen.
De buurtschap is als een lint gevormd aan beide zijden van de voormalige hoofdweg tussen Heerlen en Maastricht. Vroeger lag in Barrier een tolbetalingspunt. Het traject van de Via Belgica (de Romeinse weg van Boulogne-sur-Mer naar Keulen) zou via Barrier hebben gelopen.
Tussen Barrier en Terveurt ontstaat uit de samenloop van twee beekjes de Hoensbeek.